# 魚住文衛
魚住 文衛（うおずみ ふみえ、1912年 - 1999年）は、弓道家。
冨田常正師の未亡人冨田久子より常正師の遺言により尾州竹林流正統十五代星野派道統十二代を継承せしめる件の印可を受く。

## 解説
明治45年〔1912〕愛知県東春日井郡勝川町（現在の春日井市）において青山与曽次郎の次男として出生。
昭和 2年、髙橋重丸師に師事、昭和4年星野廣の後見人大津正吉に入門。
昭和5年大津幡豆三正吉より竹林流初勘の巻を伝授さる。同6年同師よる竹林流歌知射の巻を伝授さる。
同７年同師より竹林流外の物（五巻）を伝授さる。同8年同師より準免許を授与さる。同9年同師より竹林流中央の巻及び父母の巻を伝授され免許皆伝となる。
同12年〔1937〕魚住市太郎（愛知県一宮市）の養子となる。
同26年尾州竹林流正統十四代星野派十一代冨田常正に入門。
同35年冨田常正師死去に伴い徳風同門会（冨田常正師の門弟の会）の師範代に推挙される。
同45年八段。同47年範士、同48年徳風会師範に推挙される。
同52年小笠原流宗家に入門、同53年小笠原流重藤弓格免許。同56年九段、
平成4年十段。
平成11年〔1999〕没、88歳。